# موشيه كوبيل
موشيه كوبيل Moshe Koppel (بالع משה קופל) عالم حاسوب أمريكي إسرائيلي، وباحث في التلمود وناشط سياسي. ولد ونشأ في نيويورك، حيث تلقى تعليمًا يهوديًا تقليديًا. درس في يشيفات هار عتصيون، وحصل على بكالوريوس من جامعة يشيفا، وفي عام 1979 حصل على الدكتوراه في الرياضيات تحت إشراف مارتن ديفيس في معهد كورانت في جامعة نيويورك.  أمضى سنة ما بعد الدكتوراه في معهد الدراسات المتقدمة في برينستون قبل أن ينتقل إلى إسرائيل عام 1980. وهو عضو في قسم علوم الكمبيوتر في جامعة بار إيلان منذ ذلك الحين.  

## علوم الكمبيوتر
اشتهر بأبحاثه حول إسناد التأليف جنبًا إلى جنب مع شلومو إنجلسون أرغامون وجوناثان شلير، أظهر أنه يمكن استخدام التحليل الإحصائي لاستخدام الكلمات في مستند ما لتحديد جنس المؤلف وعمره ولغته الأم ونوع شخصيته. أثارت النتائج المتعلقة بالجنس جدلًا كبيرًا. في سلسلة من الأوراق حل كوبل وزملاؤه العديد من المشكلات الرئيسية في التأليف، بما في ذلك التحقق من التأليف وإسناد التأليف بمجموعات مرشح مفتوحة ضخمة. في السنوات الأخيرة، نشر موشيه كوبيل العديد من الأوراق البحثية في نظرية الاختيار الاجتماعي، وقدم (في عمل مشترك مع Avraham Diskin ) تعريفات رسمية لعدد من المفاهيم، بما في ذلك عدم التناسب، وقوة التصويت التي كانت تعريفاتها هي موضوع الجدل. في عمل ذي صلة، أظهر كوبل وزملاؤه كيف يمكن استغلال حكمة الجماهير على النحو الأمثل. جنبا إلى جنب مع ناثان نتنياهو وأوميد ديفيد، أظهر كوبيل أنه باستخدام سجلات الألعاب التي يلعبها كبار السن فقط، يمكن تدريب برنامج الشطرنج بشكل أساسي من الصفر للعب على مستوى المعلم الكبير. برنامج صممه أوميد ديفيد بناءً على هذه الأفكار احتل المرتبة الثانية في مسابقة شطرنج السرعة في بطولة العالم لشطرنج الكمبيوتر لعام 2008.

## التلمود
كتب موشيه كوبيل كتابين عن التلمود. أظهر ميتا هالاخاه كيف يمكن استخدام الأفكار التي تم إضفاء الطابع الرسمي عليها في المنطق الرياضي لشرح كيفية فهم الحاخامات القدامى لتكشف القانون اليهودي.  Seder Kinim هو تعليق رياضي على Tractate Kinim، يُنظر إليه عمومًا على أنه أصعب مسالك في مشنا.
كتب موشيه كوبيل دراسة عن استخدامات المفاهيم في نظرية الاحتمالات لفهم أساليب القرار الرباني.  جنبا إلى جنب مع إيلي ميرزباخ، أسس وحرر مجلة Higayon المخصصة لموضوعات ذات صلة.
ينعكس اهتمام موشيه كوبيلفي التلمود أحيانًا في بحثه في علوم الكمبيوتر. لقد طبق أساليب إسناد التأليف لإثبات أن الحاخام البغدادي في القرن التاسع عشر المعروف باسم بن إيش تشاي كان المؤلف الفعلي لكتاب لم ينسب إليه الفضل. موشيه كوبيلalso showed that the Harson collection ( (بالعبرية: הגניזה החרסונית‏) )، فإن مجموعة من الرسائل المنسوبة إلى الأساتذة الأوائل كانت في الواقع مزيفة. 
طور موشيه كوبيلأيضًا طرقًا لتحليل التأليف الآلي للنصوص التوراتية. 

## النشاط السياسي
كان موشيه كوبيلنشطًا في الجهود المبذولة لكتابة دستور لدولة إسرائيل. شارك في اجتماعات لجنة الدستور في الكنيست برئاسة عضو الكنيست ميخائيل إيتان خلال مجلس الكنيست الـسادس عشر وأعد مسودات عمل اللجنة حول الدين والدولة.   بعد ذلك، شارك في تأليف مسودة دستور كامل اقترحها معهد الاستراتيجيات الصهيونية.  لاحقًا، شارك هو وإيتان في تأليف مسودة كاملة أخرى للدستور. كما كتب تشريعًا، أقره الكنيست في فبراير 2011، يطالب بالإفصاح الكامل من قبل المنظمات غير الحكومية فيما يتعلق بالتمويل الوارد من الحكومات الأجنبية.  في فبراير 2012، أسس كوبل منتدى كوهيليت للسياسات، وهو مركز أبحاث محافظ - ليبرالي في القدس.  

## الاعمال
تم إدراج موشيه كوبيل كمخترع مشارك لبراءة الاختراع الأمريكية رقم 7257766 والتي تبدو مطابقة بشكل جوهري لبراءة اختراع البحث الأولى المخصصة لشركة Google (براءة الاختراع الأمريكية رقم 6526440 و # 6725259)، ولكن تاريخ التسجيل يسبق تاريخ تقديم Google. 

## ملصقات باشكيفليم
يشتهر موشيه كوبيل بأنه مؤلف مشارك لسلسلة من الملصقات باشكيفيل الساخرة المجهولة الهوية والمعلقة في أحياء القدس الأرثوذكسية المتطرفة. 

## انظر ايضا
- منتدى كوهيليت للسياسات

## الروابط الخارجية
- الصفحة الرئيسية موشيه كوبيل